# 內部者們
，或译《內部者們》，是2015年上映的一部韓國政治犯罪電影，由禹民鎬執導，李炳憲、曹承佑和白潤植主演。该片以不同人的角度，剖析韓國社會腐敗的風氣。2014年7月開機拍攝，2015年11月在韓國上映。原版及導演版《內部者們》合共所得票房達910萬人次觀看，使其踏進韓國高票房電影之列。

## 劇情簡介
全國最有影響力的保守派報紙之一，其主编李江熙（白潤植飾），為了將大韓民國國會議員張必佑（李璟榮飾）推上強力大韓民國總統候選人的位置，濫用自己的權力來籌集大量秘密資金以供政治集團之用。一生只為政治人物辦事的安相久（李炳憲飾），隱藏了他的野心，只為他們做盡一切骯髒的事情。但當洗黑錢等由他經手的事情敗露後，政客集團卻抛棄了他，更派人砍他右手，在霎眼間成為了一名殘廢人。
禹将勳（曹承佑飾）是一位有能力和野心的檢察官，但是他沒有強而有力的背景和助力，使他每次都無法得到晉升機會。故此，他開始調查總統選舉人秘密資金的來源，卻因安相久把所有相關錄音和證據事先抽起而無功而回。後來因安相久的復仇心起，禹将勳便利用其並與其一起策劃，合力扳倒這個一直試圖掩蓋事實的邪惡政治集團。

## 演員陣容

### 主要人物
| 演員   | 角色   | 介紹                                           |
| ------ | ------ | ---------------------------------------------- |
| 李炳憲 | 安相久 | 暴力组织头目，结识李江熙后成为政治人物的打手。 |
| 曹承佑 | 禹将勳 | 没有背景、没有靠山的檢察官，警察出身。         |
| 白潤植 | 李江熙 | 《祖國日報》主編。                             |

### 次要人物
| 演員   | 角色   | 介紹                                                                                   |
| ------ | ------ | -------------------------------------------------------------------------------------- |
| 李璟榮 | 張必佑 | 新黨國會議員，總統候選人。                                                             |
| 金洪發 | 吳賢秀 | 未來汽車會長。                                                                         |
| 李伊   | 朱恩惠 | 前女团成员，为安相久潜入李江熙、张必佑、吴贤秀等人的性接待派对搜集证据。               |
| 鄭滿植 | 崔忠式 | 部長檢察官，一手将禹将勋提拔至大检察院的上司。                                         |
| 金秉玉 | 吳明煥 | 民政首席秘書。                                                                         |
| 金義聖 |        | 《祖国日报》編輯局長。                                                                 |
| 趙在允 | 方科長 | 检察院搜查官，禹将勳的下屬。                                                           |
| 裴晟佑 | 朴鐘必 | 鋁門窗老闆，安相久的熟人。                                                             |
| 朴真宇 | 李室長 | 安相久的手下。                                                                         |
| 金大明 | 高相哲 | 《月刊祖国》記者，受李江熙指示安排禹将勋与朝阳未来建设老板饭局试图制造禹将勋受贿证据。 |
| 趙宇鎮 | 曹模植 | 未来汽车常务理事。                                                                     |
| 南一祐 |        | 禹将勳的父親。                                                                         |

### 其他人物
| 演員   | 角色   | 介紹                                     |
| ------ | ------ | ---------------------------------------- |
| 权赫风 | 石明观 | 韩结银行前行长。                         |
| 柳泰浩 | 文日錫 | 未来汽车财务理事。                       |
| 朴相奎 | 金錫友 | 新黨國會議員。                           |
| 權泰元 | 宋萬燮 | 張必佑後援會長，未来建设的代表。         |
| 趙德濟 | 崔警官 | 替张必佑监听文相久的警察。               |
| 朴镇荣 | 孙议员 | 与禹将勋携手揭露张必佑丑闻的议员。       |
| 鄭敏聖 |        | 採訪記者。                               |
| 孫鐘鶴 |        | 對外合作室長，将文相久介绍给李江熙的人。 |
| 朴成根 |        | 監察檢察官。                             |
| 鄭載成 |        | 《祖国日报》首席記者1。                  |
| 郑亨锡 |        | 《祖国日报》首席記者2。                  |
| 劉宰明 |        | 《祖国日报》首席記者3。                  |
| 全恩彩 | 徐慧珍 | 文相久手下的新人演员。                   |
| 黄炳国 |        | 与文相久商谈合作的电影制片人。           |
| 張赫鎮 |        | 与文相久商谈合作的電影導演。             |
| 姜信哲 |        | 记者招待会记者。                         |
| 金正秀 | 赵阳植 | 朝阳未来建设社长。                       |

## 獎項
| 年份   | 頒獎禮                     | 獎項                        | 獲獎者   |
| ------ | -------------------------- | --------------------------- | -------- |
| 2016年 | 第10屆亞洲電影大獎         | 最佳男主角                  | 李炳憲   |
| 2016年 | 第52屆百想藝術大賞         | 電影部門 - 男子最優秀演技賞 | 李炳憲   |
| 2016年 | 第16屆導演剪輯獎           | 男子演技者獎                | 李炳憲   |
| 2016年 | 第25屆釜日電影獎           | 最佳男主角                  | 李炳憲   |
| 2016年 | 第36屆韓國電影評論家協會獎 | 最佳男主角                  | 李炳憲   |
| 2016年 | 第36屆韓國電影評論家協會獎 | 十大電影獎                  |          |
| 2016年 | 第37屆青龍電影獎           | 最佳男主角                  | 李炳憲   |
| 2016年 | 第37屆青龍電影獎           | 最佳電影                    |          |
| 2016年 | 第3屆韓國電影製作人協會獎  |                             |          |
| 2016年 | 最佳男主角                 | 李炳憲                      |          |
| 2016年 | 編輯獎                     | 金相範、金載範              |          |
| 2016年 | 第53屆大鐘獎               | 最佳電影                    | 最佳電影 |
| 2016年 | 第53屆大鐘獎               | 導演獎                      | 禹民鎬   |
| 2016年 | 第53屆大鐘獎               | 最佳男主角                  | 李炳憲   |
| 2016年 | 第53屆大鐘獎               | 企劃獎                      | 金元國   |
| 2016年 | 第53屆大鐘獎               | 最佳鏡頭                    | 禹民鎬   |

## 外部連結
- NAVER上《內部者們》的資料
- Daum上《內部者們》的資料

- 韩国电影数据库（KMDb）上《內部者們》的資料
- 互联网电影数据库（IMDb）上《內部者們》的资料（英文）
- 豆瓣电影上《內部者們》的資料 （简体中文）
- Yahoo奇摩電影上《內部者們》的資料（繁體中文）
- 開眼電影網上《內部者們》的資料（繁體中文）
- Box Office Mojo上《內部者們》的资料（英文）
- 爛番茄上《內部者們》的資料（英文）
- 內部者們 - Movist （页面存档备份，存于）
- NAVER上《內部者們：導演版》的資料
- Daum上《內部者們：導演版》的資料

- 內部者們：導演版 - Movist （页面存档备份，存于）